# Комплекс QRS

Схематичне зображення ЕКГ в нормі

Комплексом QRS, шлуночковим комплексом або просто QRS, називають групу зубців, що представлена на електрокардіограмі (ЕКГ), і відображає складний процес поширення збудження, та викликається деполяризацією двох шлуночків серця. 

## Опис
Комплекс QRS  може складатися з негативного зубця Q, одного, або двох позитивних зубців R  і одного або двох негативних зубців S,  Розмір (амплітуда) зубців змінюється від відведення до відведення і залежить від положення електричної осі серця. Тривалість або ширина комплексу QRS незначно змінюється в залежності від віку та статі. Верхня межа норми ширини комплексу QRS - 0,12 секунди (120 мс.), нормальна тривалість QRS зазвичай становить максимум 102-120 мс. Якщо амплітуда зубців комплексу QRS досить велика і перевищує 5 мм, їх позначають великими буквами латинського алфавіту Q, R, S, якщо мала (<5 мм) — малими літерами q, r, s. 

## Зубець Q
Зубець Q - це невеликий негативний зубець, що знаменує початок збудження шлуночків.  Під час зубця Q потенціал дії передається від верхівки серця до основи серця. Негативний вектор є наслідком того, що це поширення спрямоване на напрямок вектора серця / осі серця. Проведення збудження особливо швидко відбувається в сосочкових м’язах, які тягнуться від верхівки серця до атріовентрикулярних клапанів. Оскільки потенціал дії надходить до папілярних м'язів швидше, ніж у клітини міокарда, клапани закриваються раніше. Це захищає передсердя від зворотного кровотоку зі шлуночків. Зубець Q не повинен бути ширше 0,04 секунди (40 мс.), а його амплітуда в нормі складає менше чверті амплітуди зубця R. Ширші та глибші ("патологічні") зубці Q можуть свідчити про старий інфаркт міокарду або, у новонароджених, гіпертрофію міжшлуночкової перетинки.

## Зубець R
Зубець R являє собою найвищий позитивний зубець електрокардіограми, оскільки він відображує найбільшу електричну активність міокарду. Він являє собою  деполяризацію міокарда (серцевих м’язів) обох шлуночків. Але, оскільки маса міокарда ЛШ є більшою, вектор R орієнтований вліво і вниз, тобто в бік ЛШ. Зазвичай він тонкий і високий і змінюється в залежності від електричної осі серця. У нормі амплітуда зубця R поступово збільшується від відведення V1 до відведення V4, а потім знову незначно зменшується у відведеннях V5 і V6. Висота зубця R у відведеннях від кінцівок не перевищує зазвичай 20 мм, а в грудних відведеннях — 25 мм. Розширені і зубчасті зубці R вказують на порушення провідності збудження в серці і спостерігаються при блокаді правої ніжки пучка Гіса і при блокаді лівої ніжки пучка Гіса. Знижена амплітуда зубця R свідчить про зниження електричної активності міокарду і може спостерігатися як прояв минулого інфаркту (рубцеві зміни певних ділянок міокарду шлуночків), при міокардиосклерозі, гідроперикарді, вираженому ожирінні, лівобічному ексудативному плевриті, емфіземі легень тощо.  

## Зубець S
Негативний зубець на ЕКГ, що слідує за зубцем R, називається зубцем S. У здорової людини амплітуда зубця S у різних ЕКГ-відведеннях коливається у великих межах, не перевищуючи 20 мм. При нормальному положенні серця в грудній клітці у відведеннях від кінцівок амплітуда S мала, крім відведення aVR. У грудних відведеннях зубець S поступово зменшується від V1, V2 до V4, а у відведеннях V5, V6 має малу амплітуду або відсутній.